# Hans Günter Winkler
Pour les articles homonymes, voir Winkler.
Hans Günter Winkler, né le 24 juillet 1926 à Barmen (Allemagne) et mort le 9 juillet 2018 à Warendorf (Allemagne), est un cavalier allemand de saut d'obstacles.

## Palmarès
- Jeux olympiques :
  -  Médaille d'or en saut d'obstacles individuel aux Jeux olympiques d'été de 1956 à Stockholm (Suède)
  -  Médaille d'or en saut d'obstacles par équipes aux Jeux olympiques d'été de 1956 à Stockholm (Suède)
  -  Médaille d'or en saut d'obstacles par équipes aux Jeux olympiques d'été de 1960 à Rome (Italie)
  -  Médaille d'or en saut d'obstacles par équipes aux Jeux olympiques d'été de 1964 à Tokyo (Japon)
  -  Médaille d'or en saut d'obstacles par équipes aux Jeux olympiques d'été de 1972 à Munich (Allemagne)
  -  Médaille d'argent en saut d'obstacles par équipes aux Jeux olympiques d'été de 1976 à Montréal (Canada)
  -  Médaille de bronze en saut d'obstacles par équipes aux Jeux olympiques d'été de 1968 à Mexico (Mexique)

- Championnat du monde de saut d'obstacles :
  -  Médaille d'or en individuel en 1954 à Madrid (Espagne)
  -  Médaille d'or en individuel en 1955 à Aix-la-Chapelle (Allemagne)

- Championnat d'Europe de saut d'obstacles :
  -  Médaille d'or en individuel en 1957 à Rotterdam (Pays-Bas)
  -  Médaille d'argent en individuel en 1962 à Londres (Royaume-Uni)
  -  Médaille de bronze en individuel en 1958 à Aix-la-Chapelle (Allemagne)
  -  Médaille de bronze en individuel en 1961 à Aix-la-Chapelle (Allemagne)
  -  Médaille de bronze en individuel en 1969 à Hickstead (Royaume-Uni)